# Walther von Dyck
Walther von Dyck   (Múnic, 6 de desembre de 1856 - Múnic, 5 de novembre de 1934) va ser un matemàtic alemany, organitzador de la Universitat Tècnica de Múnic.

## Vida i Obra
Dyck, fill del pintor bavarès Hermann Dyck (1812-1874) qui, a més, era director de l'escola d'arts i oficis, va fer els estudis secundaris al Maximilansgymnasium on va coincidir i fer amistat amb Max Planck i Oskar Miller. Va estudiar matemàtiques a les universitats de Múnic, Berlín i Leipzig. Es va doctorar a Múnic el 1879 amb una tesi dirigida per Felix Klein.
El 1880, en traslladar-se Klein a la universitat de Leipzig, Dyck va anar amb ell i va ser el seu assistent i va obtenir l'habilitació per la docència a Leipzig. El 1884 va ser nomenat professor titular a la Universitat Tècnica de Múnic on va romandre la resta de la seva vida acadèmica. El 1901 va ser nomenat director de la universitat i el 1903 va ser un dels fundadors del Deutsches Museum juntament amb el seu amic Oskar Miller i el pioner de la refrigeració Carl von Linde.
Dyck és conegut, sobre tot, pels seus treballs en teoria de grups i per haver estat el primer en concebre el homomorfisme de grups d'una forma molt més amplia. També va ser el editor de les obres completes de Kepler, una feina començada el 1906 i que es va estendre fins després de la seva mort: el setè volum va aparèixer el 1953 i el vuitè el 1963.